# Angel Delight (álbum)
Angel Delight es el sexto álbum de la banda británica de folk rock, Fairport Convención.   Este fue su primer álbum sin el guitarrista Richard Thompson, y la formación contaba con Simon Nicol, el único miembro del grupo original (guitarra, vocalista), Dave Swarbrick (violín, vocalista), Dave Pegg (bajo, vocalista), y Dave Mattacks (batería).

El título deriva de "The Angel" en Little Hadham, Hertfordshire, Inglaterra, un antiguo pub donde la banda vivía en ese momento, y el tema que lleva su nombre es autobiográfico. Hace referencias a "John the Wood" (coproductor), "Dave the Drum" (Mattacks), e incluso a detalles como "mirabamos a través de la niebla el programa Top of the Pops". 
Musicalmente hablando, Angel Delight progresó poco de sus predecesores, a pesar de que apareció en Top of the Pops y eso contribuyó en su éxito en la lista "UK Album chart". Logró el puesto número ocho allí, convirtiéndolo en el álbum de la banda con más éxito en el Reino Unido.

## Lista de temas
Lado A
1. "LordMarlborough" (Tradicional) – 3:27
2. "Sir William Gower" (Tradicional) – 5:00
3. "Bridge over the River Ash" (Tradicional) – 2:15[6]
4. "Wizard of the Worldly Game" (Nicol, Swarbrick) – 4:08
5. "The Journeyman's Grace" (Swarbrick, Thompson) – 4:35

Lado B
1. "Angel Delight" (Mattacks, Nicol, Pegg, Swarbrick) – 4:09
2. Banks of the Sweet Primroses" (Traditional) – 4:15
3. "Instrumental Medley: The Cuckoo's Nest/Hardiman the Fiddler/Papa Stoor" (Traditional) – 3:28
4. "The Bonny Black Hare" (Traditional) – 3:08
5. "Sickness & Diseases" (Swarbrick, Thompson) – 3:47

Pistas adicional
1. "The Journeyman's Grace" (Swarbrick, Thompson) – 3:53[7]

## Músicos
- Dave Swarbrick – Vocalista principal (1,4,5,10,11), mandolina(2,6,8,9,10), vocalista (2,6,7,9), violín (1,5,7,8,11), viola (9), cuckoo (8)
- Dave Pegg – Bajo (1-2,4-8,10,11), vocalista(1,2,4-7,9,10,11), guitarra (10), viola (9), violín (3)
- Dave Mattacks – batería (1,2,4-11), percusión (8,10), vocals (1,4-7,10-11), armonio (4), pandereta (6), bajo (3), piano (4)
- Simon Nicol – vocalista principal (2), vocalista (1,4-7,9,10,11), guitarra (1,2,4-8,10,11), bajo (9), Dulcémele eléctrico (1,9), violín (3)

En el 11:
- Richard Thompson – vocalistas, guitarra eléctrica

## Título
El arte de tapa incluye una foto de dos querubines besándose. El título también puede también hacer una referencia al postre de Reino Unido, Angel Delight.